# Йокогейни
Йокогейни (англ. Youghiogheny River) — река в штатах Западная Виргиния, Мэриленд и Пенсильвания (США), правый приток реки Мононгахила. Длина реки составляет 217 км (по другим данным — 216 км).

## География

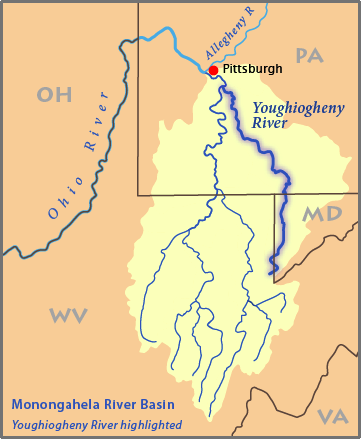
Бассейн реки Мононгахила c выделением реки Йокогейни

Исток реки Йокогейни находится в округе Престон штата Западная Виргиния, рядом с озером Силвер, недалеко от западной границы штата Мэриленд и горы Бакбон — высшей точки Мэриленда, являющейся частью Аллеганских гор, входящих в систему Аппалачей. Высота истока — около 762 м (2500 футов).
Далее река течёт в северо-восточном направлении по территории округа Гарретт штата Мэриленд, а затем — по округам Сомерсет, Фейетт, Уэстморленд и Аллегейни штата Пенсильвания.
Из рек, протекающих по западному Мэриленду, Йокогейни — единственная, которая не течёт на юг и не принадлежит бассейну реки Потомак. Название реки образовано от алгонквинского слова Juhwiakhanne, означающего «водный поток, текущий вспять» (или «в другом направлении»).
На границе Мэриленда и Пенсильвании река протекает через водохранилище Йокогейни-Ривер-Лейк, возникшее в результате постройки плотины Йокогейни, введённой в строй в 1940-х годах. Водохранилище расположено в округах Фейетт, Сомерсет (Пенсильвания) и Гарретт (Мэриленд), а плотина находится примерно в 0,8 км вверх по течению от пенсильванского боро Конфлуенс. Водохранилищем был затоплен населённый пункт Сомерфилд, находившийся у брода, по которому американские пионеры пересекали реку.
В Конфлуенсе, на высоте около 400 м, в Йокогейни впадает её правый приток — река Касселмен. Ниже по течению, в округе Фейетт, река Йокогейни протекает через парк штата Пенсильвания Охайопайл. В пределах этого парка на реке находятся водопады Охайопайл. Далее река протекает через город Коннелсвилл и впадает в реку Мононгахила в районе города Мак-Киспорт, расположенного в 23 км юго-восточнее Питтсбурга. Устье реки Йокогейни находится на высоте 221 м над уровнем моря.
Река Йокогейни является самым крупным притоком реки Мононгахила. Площадь бассейна реки Йокогейни составляет 4585 км². Средний расход воды в районе расположенного в нижнем течении реки боро Сатерсвилл — 82,5 м³/c.

## История
До прихода европейцев на берегах реки Йокогейни бывали различные индейские племена, которые занимались охотой, торговлей, а временами и воевали друг с другом.
В 1750-х годах у реки Йокогейни побывал Джордж Вашингтон во время своей экспедиции в Огайо. 18 ноября 1753 года он пересёк реку в месте, получившем название Грейт-Кроссингс (англ. Great Crossings), которое впоследствии было затоплено водохранилищем Йокогейни-Ривер-Лейк. Вашингтон со своим отрядом также базировался в районе Грейт-Кроссингс с 18 по 24 мая 1754 года. 24 июня 1755 года через реку Йокогейни переправлялся со своими войсками генерал-майор Эдвард Брэддок во время экспедиции с целью захвата французского форта Дюкен. 

## Фотогалерея

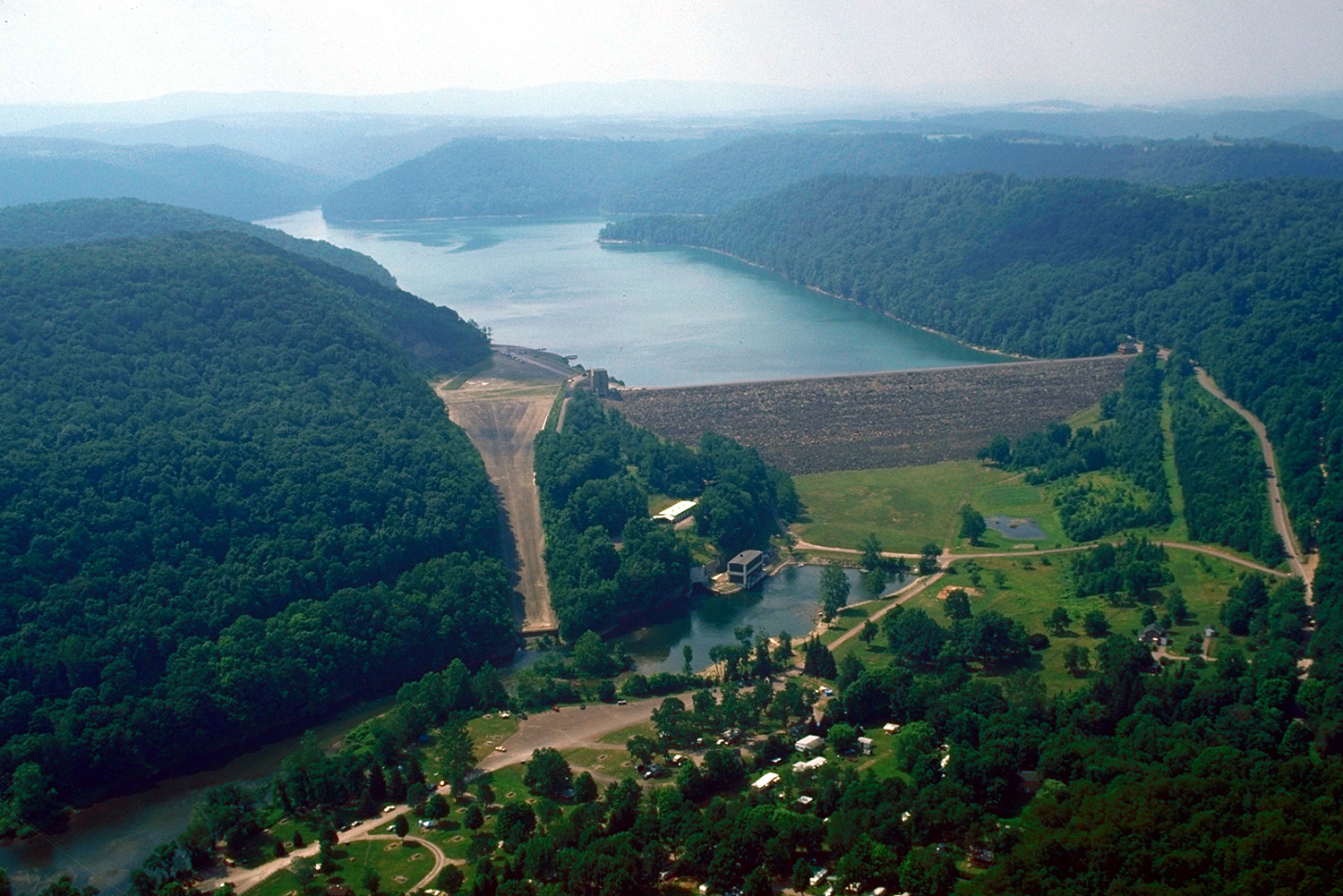
Плотина и водохранилище Йокогейни-Ривер-Лейк
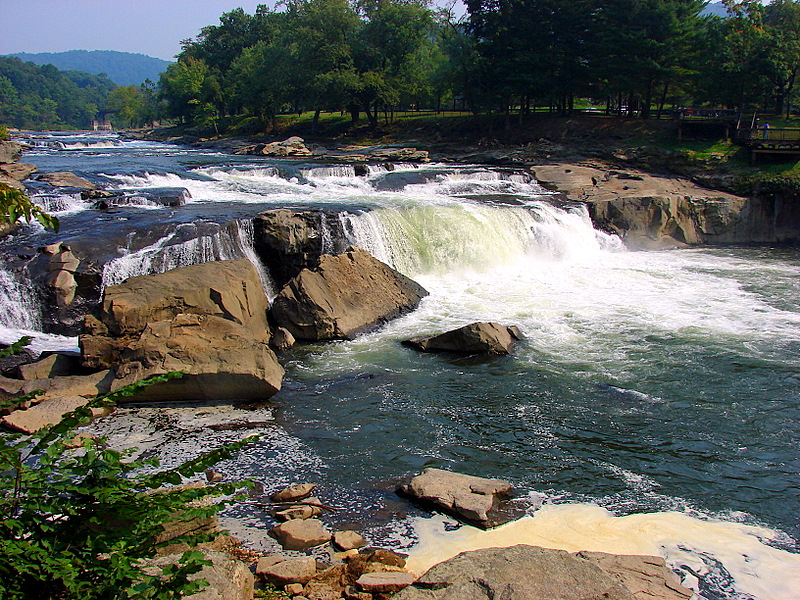
Водопады Охайопайл на реке Йокогейни
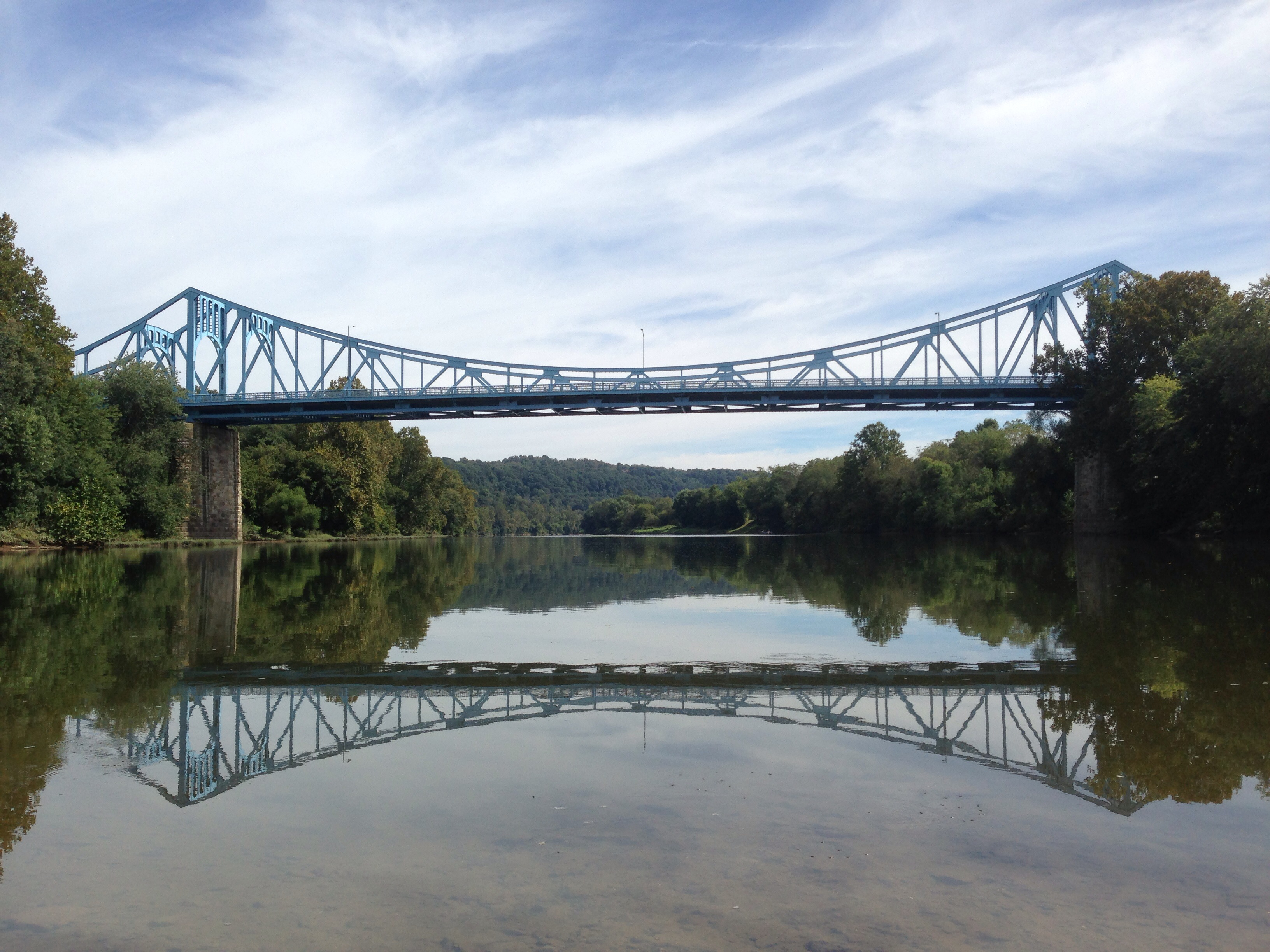
Бостонский мост через реку Йокогейни